# Erich Franz (Politiker)
Erich Franz (* 28. April 1919 in Rudolstadt) ist ein ehemaliger deutscher Politiker (NDPD). Er war von 1963 bis 1976 Abgeordneter der Volkskammer der DDR.

## Leben
Franz, Sohn eines Arbeiters, besuchte die Volksschule und die Berufsschule. Von 1933 bis 1937 arbeitete er als Mechaniker. Während des Zweiten Weltkriegs wurde er zum Kriegsdienst in die Wehrmacht eingezogen und  geriet in Kriegsgefangenschaft. Er wurde bereits 1945 entlassen und ging in seine Heimatstadt zurück.
Franz arbeitete von 1945 bis 1947 wieder als Mechaniker und von 1947 bis 1951 als selbständiger Sprengmeister. Er trat 1949 in die National-Demokratische Partei Deutschlands (NDPD) ein und wurde Mitglied des Ortsausschusses Rudolstadt, des Kreisausschusses Rudolstadt sowie des Bezirksausschusses Gera der NDPD. Er wurde Abgeordneter des Kreistages Rudolstadt und war von 1949 bis 1951 stellvertretender Vorsitzender des Verkehrsausschusses des Kreistages. 1951 trat er in den Freien Deutschen Gewerkschaftsbund (FDGB) und in die Freie Deutsche Jugend (FDJ) ein. Er besuchte 1951 das Lehrmeister-Institut in Naumburg und 1956 in Magdeburg. Von 1951 bis 1954 war er als Lehrausbilder und von 1954 bis 1957 als Ausbildungsleiter im VEB Chemiefaserwerk Schwarza „Wilhelm Pieck“ in Rudolstadt beschäftigt. Von 1957 bis 1969 war er Direktor der Betriebsberufsschule und Leiter der Abteilung Qualifizierung des Chemiefaserwerkes. Von 1958 bis 1961 war er Mitglied der FDJ-Bezirksleitung Gera. Ein Fernstudium an der Ingenieurschule für Chemie „Friedrich Wöhler“ in Leipzig von 1958 bis 1963 schloss er als Chemie-Ingenieurökonom  ab. Ab 1970 war er Direktor der Betriebsberufsschule und Hauptabteilungsleiter im VEB Chemiefaserkombinat Schwarza.
Von 1963 bis 1976 gehörte er als Mitglied der NDPD-Fraktion der Volkskammer an, in der er von 1963 bis 1967 Mitglied des Ausschusses für Volksbildung und von 1967 bis 1976 Mitglied des Ausschusses für Arbeit und Sozialpolitik war. Ab 1964 war er stellvertretender Vorsitzender der Unterkommission Volksbildung der Kommission für Ideologie und Kultur beim Parteivorstand der NDPD und ab 1966 Vorsitzender des NDPD-Kreisverbandes Rudolstadt.

## Auszeichnungen
- Franz war sechsfacher Aktivist
- Artur-Becker-Medaille
- Pestalozzi-Medaille für treue Dienste in Bronze
- Dr.-Theodor-Neubauer-Medaille in Bronze
- 1977 Vaterländischer Verdienstorden in Bronze[1]